# Eunicea mammosa
Eunicea mammosa is een zachte koraalsoort uit de familie Plexauridae. De koraalsoort komt uit het geslacht Eunicea. Eunicea mammosa werd in 1816 voor het eerst wetenschappelijk beschreven door Lamouroux. 